# Brans
Cet article possède des paronymes, voir Bans, Branne et Crans.
Brans est une commune française située dans le département du Jura, dans la région culturelle et historique de Franche-Comté et la région administrative Bourgogne-Franche-Comté.

## Géographie
La commune de Brans est située au nord du Jura. Le milieu naturel comporte la pelouse sèche de Routeau ou encore la forêt de la Serre.
Ses habitants sont appelés les Brantais et les Brantaises. 
La commune s'étend sur 8,8 km2 et compte 214 habitants depuis le dernier recensement de la population datant de 2004. Avec une densité de 24,4 habitants par km2, Brans a connu une nette hausse de 20,2 % de sa population en rapport avec 1999.
Brans est situé à 17 km au nord-est de Dole, la plus grande ville des environs.
Situé à 205 mètres d'altitude, aucun cours d'eau ne traverse le village de Brans.

### Climat
Pour des articles plus généraux, voir Climat de la Bourgogne-Franche-Comté et Climat du département du Jura.
En 2010, le climat de la commune est de type climat océanique dégradé des plaines du Centre et du Nord, selon une étude du Centre national de la recherche scientifique s'appuyant sur une série de données couvrant la période 1971-2000. En 2020, Météo-France publie une typologie des climats de la France métropolitaine dans laquelle la commune est exposée à un climat semi-continental et est dans la région climatique  Jura, caractérisée par une forte pluviométrie en toutes saisons (1 000 à 1 500 mm/an), des hivers rigoureux et un ensoleillement médiocre. 
Pour la période 1971-2000, la température annuelle moyenne est de 10,7 °C, avec une amplitude thermique annuelle de 17,8 °C. Le cumul annuel moyen de précipitations est de 942 mm, avec 12,4 jours de précipitations en janvier et 8,6 jours en juillet. Pour la période 1991-2020, la température moyenne annuelle observée sur la station météorologique de Météo-France la plus proche, « Dole », sur la commune de Dole à 17 km à vol d'oiseau, est de 11,6 °C et le cumul annuel moyen de précipitations est de 1 023,0 mm. 
La température maximale relevée sur cette station est de 40 °C, atteinte le 31 juillet 2020 ; la température minimale est de −24 °C, atteinte le 10 janvier 1985,,. 
Les paramètres climatiques de la commune ont été estimés pour le milieu du siècle (2041-2070) selon différents scénarios d'émission de gaz à effet de serre à partir des nouvelles projections climatiques de référence DRIAS-2020. Ils sont consultables sur un site dédié publié par Météo-France en novembre 2022.

## Urbanisme

### Typologie
Au 1er janvier 2024, Brans est catégorisée commune rurale à habitat dispersé, selon la nouvelle grille communale de densité à sept niveaux définie par l'Insee en 2022.
Elle est située hors unité urbaine. Par ailleurs la commune fait partie de l'aire d'attraction de Dole, dont elle est une commune de la couronne,. Cette aire, qui regroupe 87 communes, est catégorisée dans les aires de 50 000 à moins de 200 000 habitants,.

### Occupation des sols
L'occupation des sols de la commune, telle qu'elle ressort de la base de données européenne d’occupation biophysique des sols Corine Land Cover (CLC), est marquée par l'importance des territoires agricoles (51,6 % en 2018), une proportion sensiblement équivalente à celle de 1990 (51,8 %). La répartition détaillée en 2018 est la suivante : 
forêts (44,4 %), terres arables (41,2 %), prairies (6,8 %), zones urbanisées (4 %), zones agricoles hétérogènes (3,5 %). L'évolution de l’occupation des sols de la commune et de ses infrastructures peut être observée sur les différentes représentations cartographiques du territoire : la carte de Cassini (XVIIIe siècle), la carte d'état-major (1820-1866) et les cartes ou photos aériennes de l'IGN pour la période actuelle (1950 à aujourd'hui).

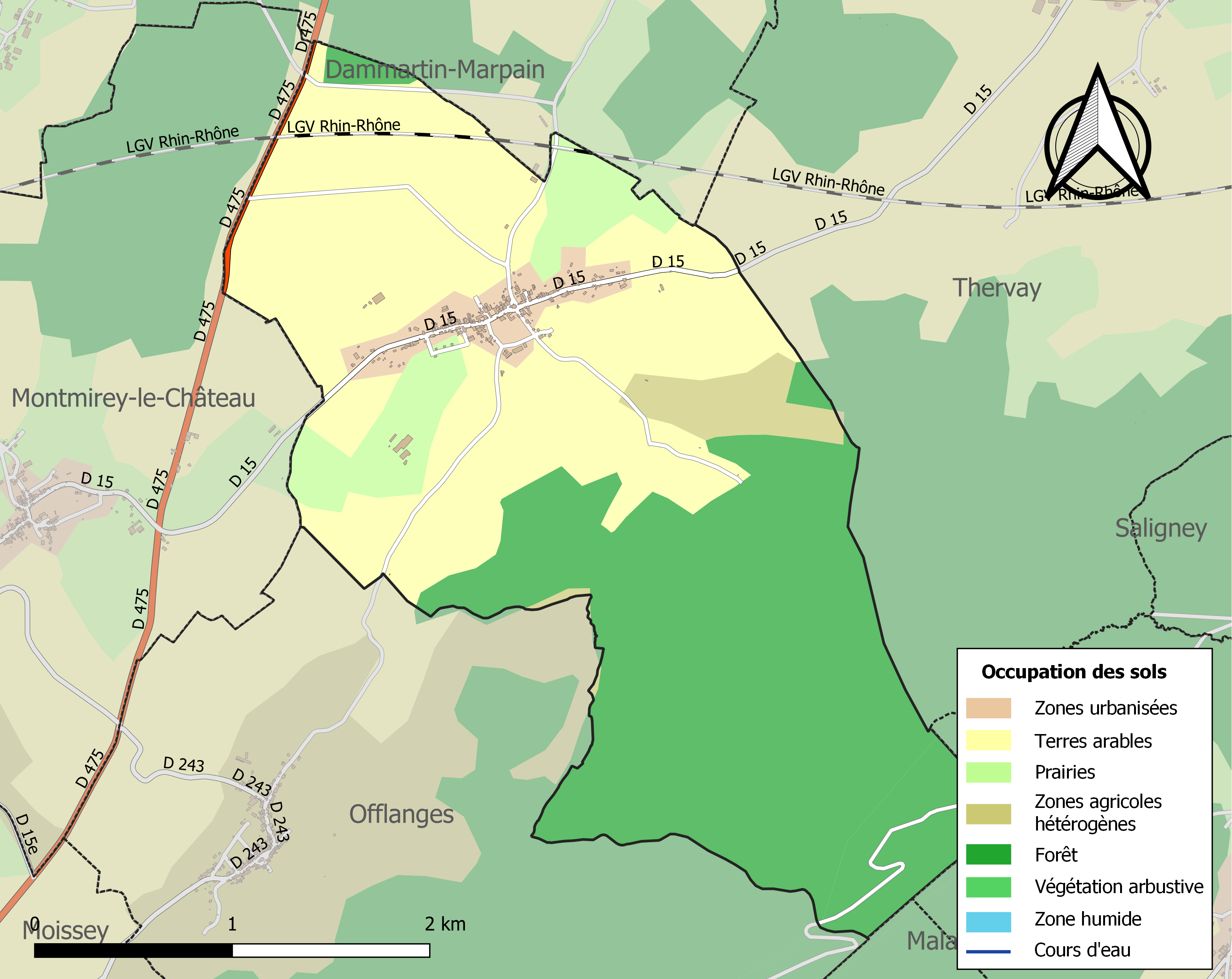
Carte des infrastructures et de l'occupation des sols de la commune en 2018 (CLC).

## Politique et administration
| Période     | Période   | Identité                                | Étiquette | Qualité  |
| ----------- | --------- | --------------------------------------- | --------- | -------- |
| vers 1842   | 18..      | François Meux                           |           |          |
| 1852        | 18..      | Jean Marie Détot                        |           |          |
| vers 1887   |           | Ecarnot                                 |           |          |
| avant 1915  | 1915      | Albert Picot d'Aligny Baron d'Assignies |           |          |
| 1915        |           | Henri Pélot                             |           |          |
| 1977-1983 ? | mars 2001 | Claude Migeon                           |           |          |
| mars 2001   | 2020      | Michel Écarnot                          | UMP-LR    | Retraité |
| 2020        | En cours  | Michaël Peres                           |           |          |

### Équipe municipale de Brans
(Conseillers municipaux)
Gérard Maitrot, Bernard Cordier, Michèle Viennot, Dominique Detot, Benoit Guillaume, Sabine Carquigny, Franck Estivalet, Carole Chatelain, Ludovic Boivert, Mathieu Mougin.

## Démographie
L'évolution du nombre d'habitants est connue à travers les recensements de la population effectués dans la commune depuis 1793. Pour les communes de moins de 10 000 habitants, une enquête de recensement portant sur toute la population est réalisée tous les cinq ans, les populations de référence des années intermédiaires étant quant à elles estimées par interpolation ou extrapolation. Pour la commune, le premier recensement exhaustif entrant dans le cadre du nouveau dispositif a été réalisé en 2004.

En 2022, la commune comptait 199 habitants, en évolution de −9,95 % par rapport à 2016 (Jura : −0,81 %, France hors Mayotte : +2,11 %).
| 1793 | 1800 | 1806 | 1821 | 1831 | 1836 | 1841 | 1846 | 1851 |
| ---- | ---- | ---- | ---- | ---- | ---- | ---- | ---- | ---- |
| 406  | 452  | 517  | 438  | 447  | 437  | 455  | 465  | 455  |

| 1856 | 1861 | 1866 | 1872 | 1876 | 1881 | 1886 | 1891 | 1896 |
| ---- | ---- | ---- | ---- | ---- | ---- | ---- | ---- | ---- |
| 415  | 425  | 406  | 397  | 380  | 357  | 325  | 322  | 307  |

| 1901 | 1906 | 1911 | 1921 | 1926 | 1931 | 1936 | 1946 | 1954 |
| ---- | ---- | ---- | ---- | ---- | ---- | ---- | ---- | ---- |
| 304  | 309  | 287  | 253  | 239  | 234  | 223  | 202  | 222  |

| 1962 | 1968 | 1975 | 1982 | 1990 | 1999 | 2004 | 2006 | 2009 |
| ---- | ---- | ---- | ---- | ---- | ---- | ---- | ---- | ---- |
| 208  | 182  | 166  | 168  | 170  | 178  | 198  | 204  | 232  |

| 2014 | 2019 | 2022 | - | - | - | - | - | - |
| ---- | ---- | ---- | - | - | - | - | - | - |
| 225  | 206  | 199  | - | - | - | - | - | - |

## Lieux et monuments
- Château (XVIᵉ s), inscription au titre des Monuments historiques depuis 2007[18] ;
- Beurrerie (XVIIIᵉ s), aujourd'hui fromagerie, inscrite à l'IGPC depuis 1989[19] ;
- Église Saint-Pierre (XVIIIᵉ s) ;
- Croix pattée (1)
- Croix (XIXᵉ s) ;
- Fontaines (XIXᵉ s) (2) ;
- Lavoir (XIXᵉ s) ;
- Puits (2) ;
- Mont Routeau (300 m).

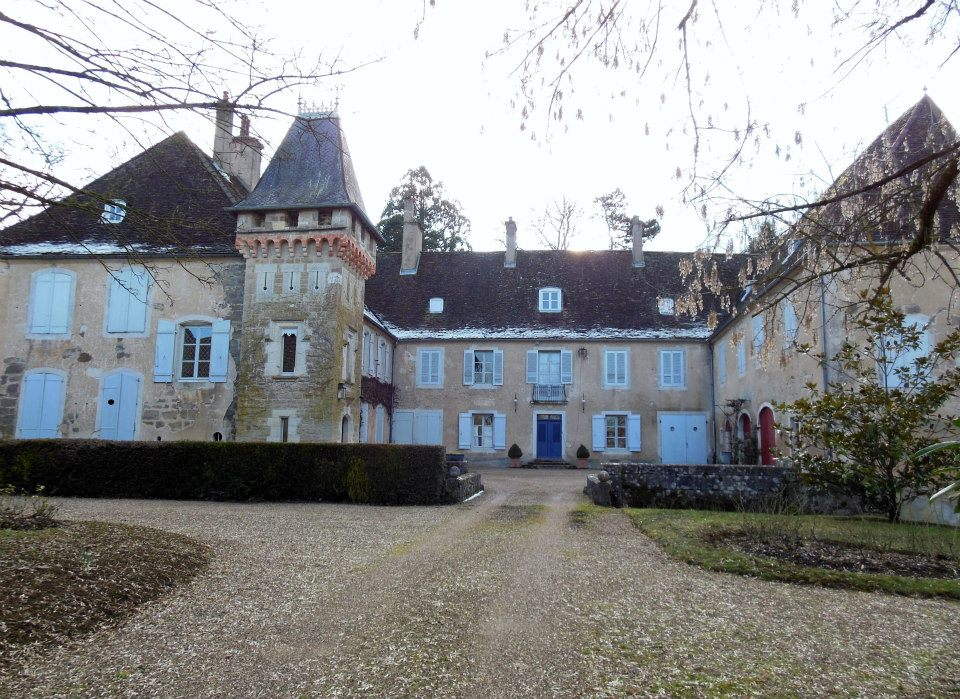
Château (XVIe s).
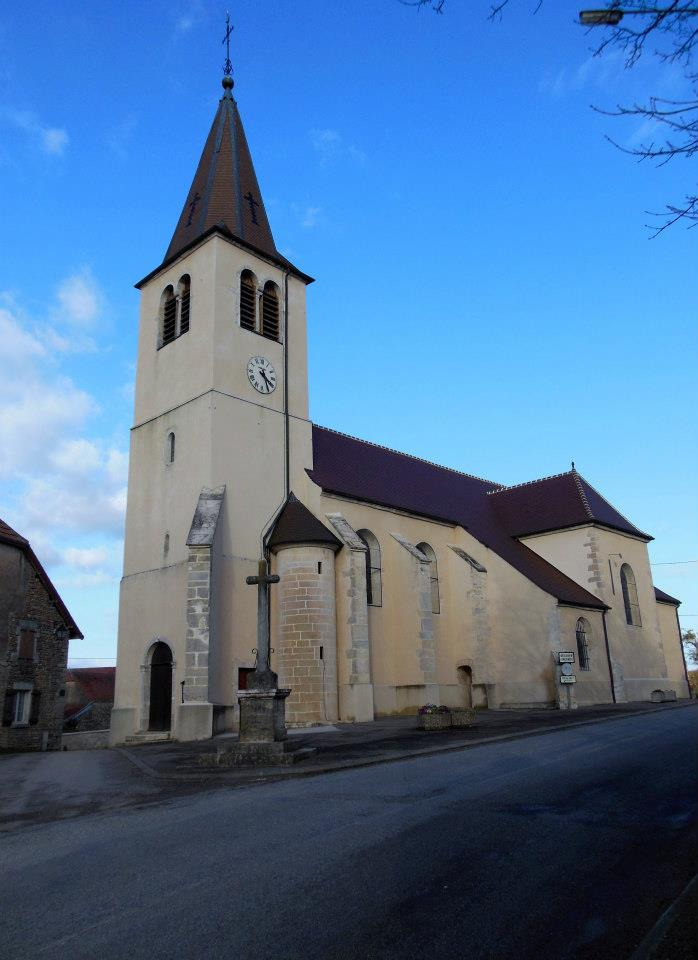
Église Saint-Pierre (XVIIIe s).
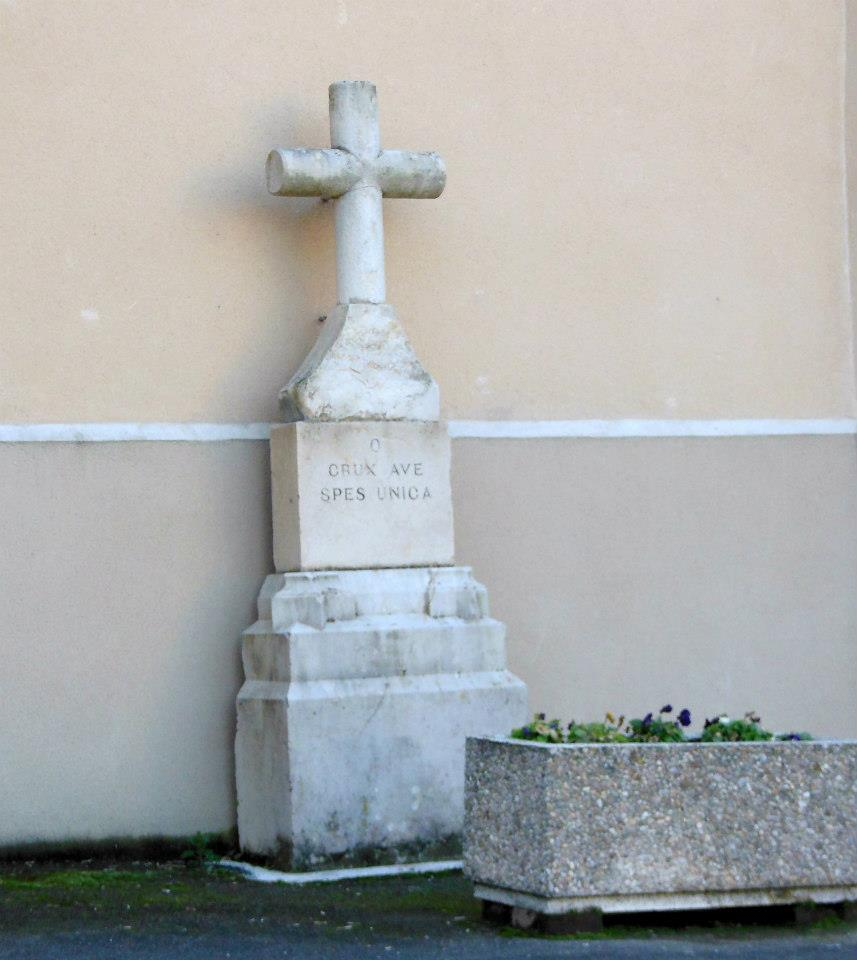
Croix, Rue de la Manère (XIXe s).
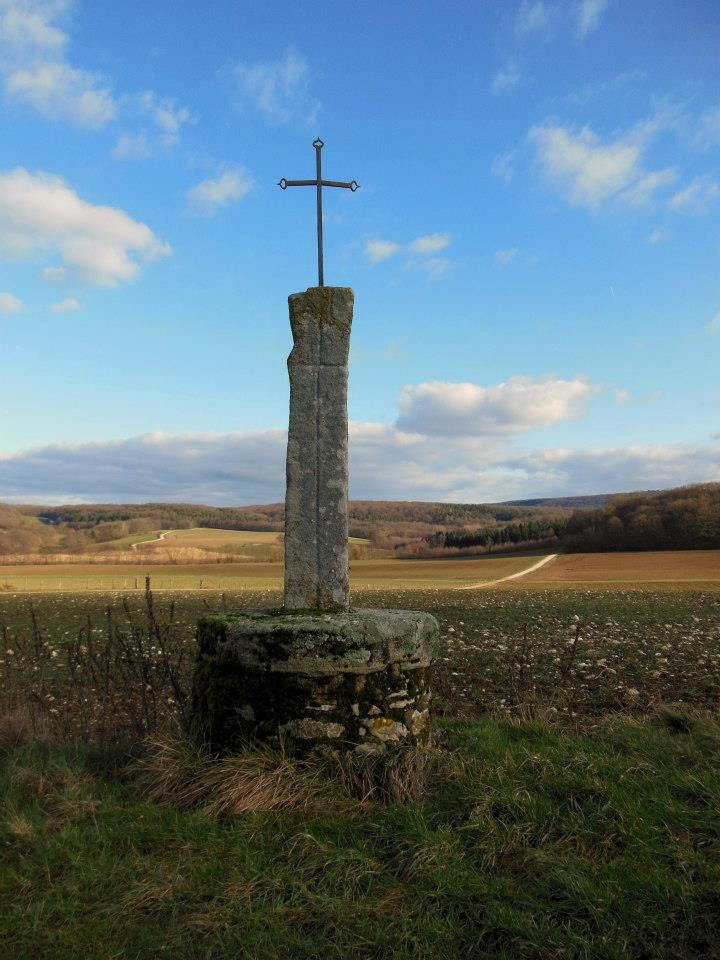
Croix, Rue de la Croix-Rouge.
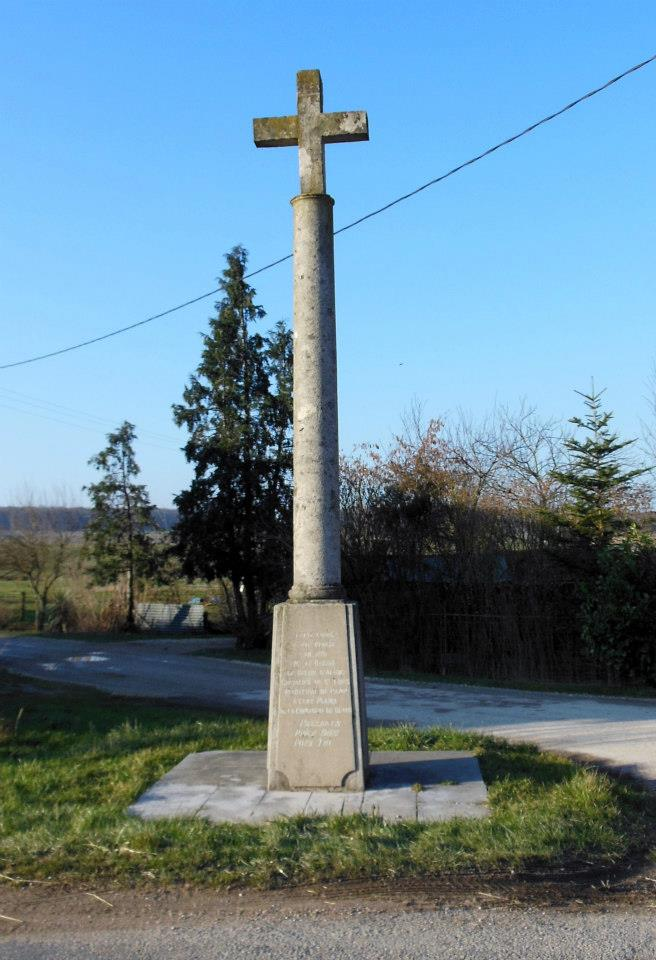
Croix, Rue de la Fontaine (XIXe s).
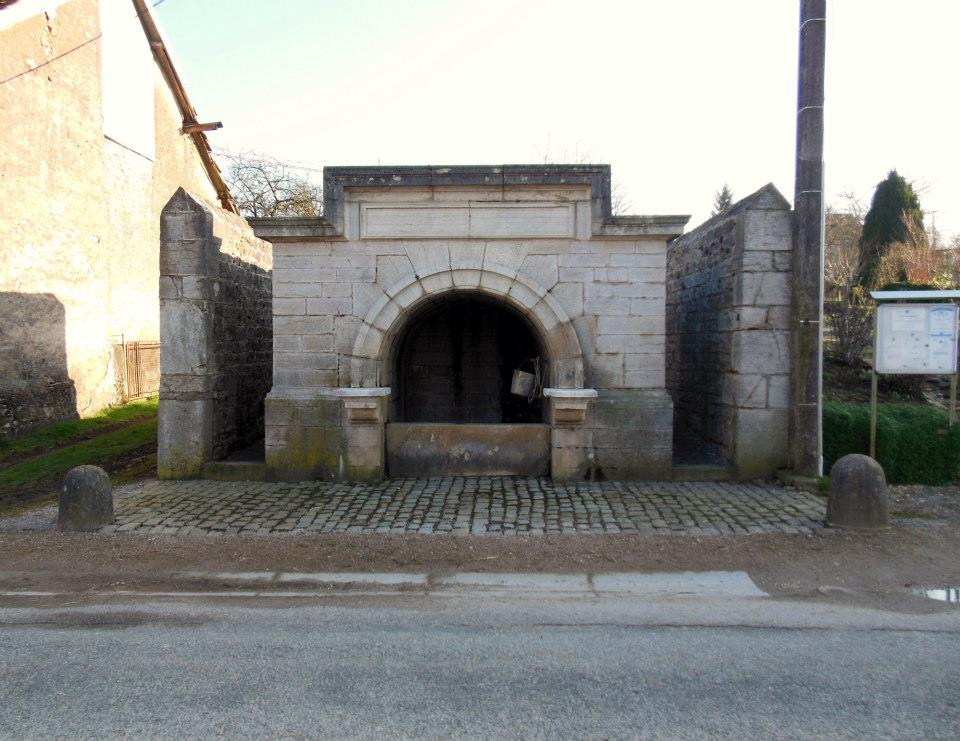
Fontaine, Rue de la Fontaine.
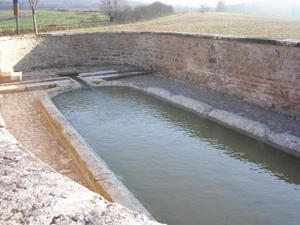
Lavoir-fontaine de Bataillé.
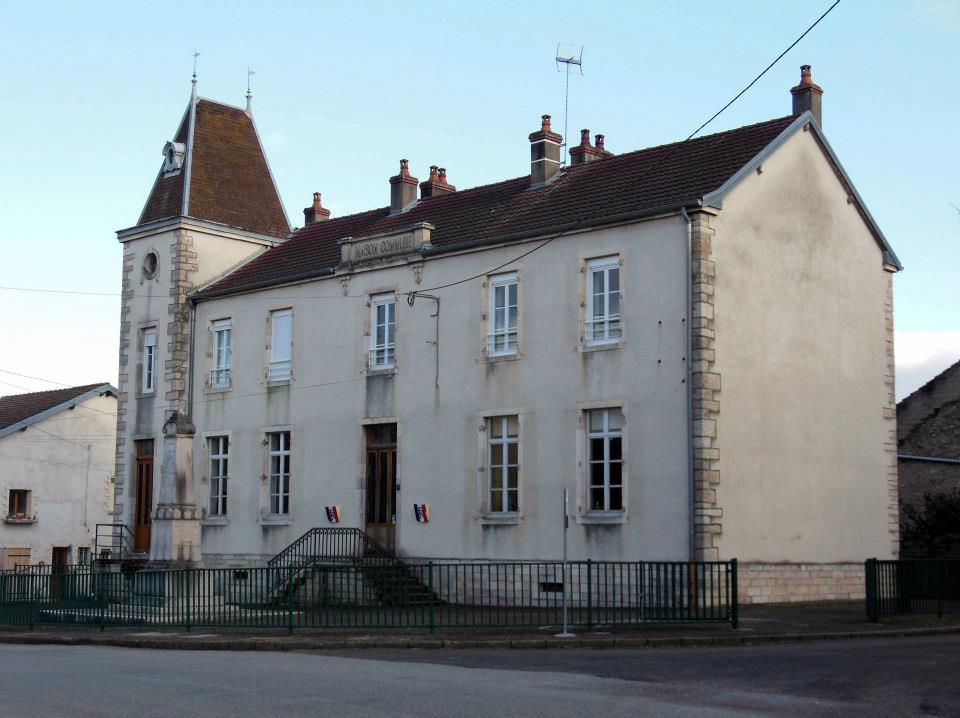
Mairie.

## Personnalités liées à la commune
- Odot de Brans (mort en 1464) : écuyer, seigneur de Chassey et échanson de la duchesse de Bourgogne ; sa pierre tombale est dans l'église de Brans.